# Jagdfliegerführer Deutsche Bucht
Jagdfliegerführer Deutsche Bucht war ab dem 1. Dezember 1939 die Bezeichnung einer Dienststellung bzw. einer Kommandobehörde auf Brigadeebene der deutschen Luftwaffe im Zweiten Weltkrieg. Ihre Hauptaufgabe war die Luftkriegsführung und die Luftraumverteidigung im Bereich der Deutschen Bucht gegen westalliierte Einflüge.

## Geschichte
Die Etatisierung der Kommandobehörde erfolgte am 1. Dezember 1939 in Jever. Sie war nach der Deutschen Bucht benannt, einer Bucht der Nordsee vor der dänisch-deutsch-niederländischen Nordseeküste. Dieser geografische Raum stellte auch den Einsatzraum des Jagdfliegerführers dar. Erste Bedeutung erlangte der Jagdfliegerführer mit dem Luftgefecht über der Deutschen Bucht am 18. Dezember 1939. Die Primäraufgabe des Jagdfliegerführers bestand in der operativen und taktischen Führung der in seinem Gebiet stationierten Jagdfliegerverbände. Ferner unterrichtete er seine vorgesetzten Dienststellen über Missstände, Verluste, Erfolge sowie einfliegende Feindkräfte, Wetterverhältnisse oder stellte Anforderung von Personal und/oder Ersatzmaschinen. Während des Westfeldzuges ab dem 10. Mai 1940 war der Jagdfliegerführer Deutsche Bucht der Luftflotte 2 unterstellt. Mit Wirkung zum 1. Dezember 1943 wurde die Dienststelle in Jagdfliegerführer 2 umbenannt.

## Jagdfliegerführer

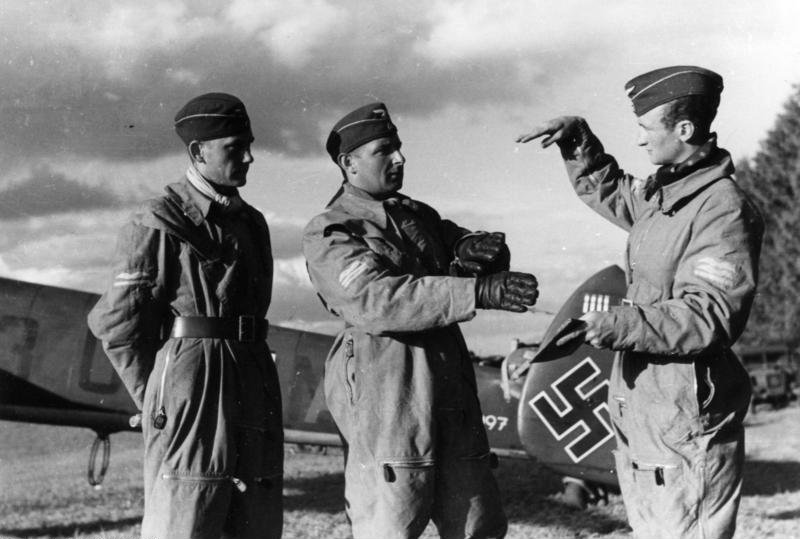
Oberst Johann Schalk (Bildmitte) im Gespräch mit Oberstleutnant Theodor Rossiwall. (Aufnahme von Juni 1940)

| Dienstgrad      | Name                                    | Datum                                |
| --------------- | --------------------------------------- | ------------------------------------ |
| Generalmajor    | Karl-August Schumacher                  | 12. Dezember 1939 bis 31. Juli 1941  |
| Generalleutnant | Werner Junck                            | 1. August 1941 bis 31. Dezember 1941 |
| Oberst          | Friedrich Vollbracht (Vertretungsweise) | Januar 1942                          |
| Generalleutnant | Werner Junck                            | 1. Februar 1942 bis 31. März 1942    |
| Generalmajor    | Hermann Frommherz                       | 1. April 1942 bis 30. September 1942 |
| Oberst          | Karl Hentschel                          | 17. August 1942 bis 1. Oktober 1943  |
| Oberst          | Johann Schalk                           | 1. Oktober 1943 bis Umwandlung       |

## Unterstellung
| Unterstellung           | von              | bis             |
| ----------------------- | ---------------- | --------------- |
| Luftflotte 2            | 1. Dezember 1939 | 1. April 1941   |
| Jagdfliegerführer Mitte | 1. April 1941    | 1. Februar 1942 |

## Unterstellte Verbände
| Verbände am 10. Mai 1940 | Flugzeuge | Flugzeuge | Flugzeugtypen                     | Liegeplatz  | Lage                                |
| Verbände am 10. Mai 1940 | Soll      | Ist       | Flugzeugtypen                     | Liegeplatz  | Lage                                |
| Stab/Jagdgeschwader 1    | 4         | 4         | Messerschmitt Bf 109E             | Jever       | 53.5335 7.888667                    |
| II./Trägergruppe 186     | 40        | 48        | Messerschmitt Bf 109E             | Wangerooge  | 53.786333 7.912333                  |
| I./Lehrgeschwader 2      | 40        | 48        | Messerschmitt Bf 109E             | Wyk Esbjerg | 54.685333 8.531833 55.50833 8.47777 |
| II./Jagdgeschwader 2     | 40        | 47        | Messerschmitt Bf 109E             | Hamminkeln  | 51.7430556 6.5638888                |
| IV./Jagdgeschwader 2     | 40        | 31 36     | Messerschmitt Bf 109D Arado Ar 68 | Hopsten     | 52.338611 7.541111                  |
| Insgesamt                | 164       | 214       |                                   |             |                                     |

Anmerkungen
1. ↑  Sollstärke nach Kriegsausrüstungsnachweis
2. ↑  Iststärke (die tatsächlich in der Einheit vorhandenen Flugzeuge)